# Luxemburg op de Olympische Zomerspelen 1976
Luxemburg nam deel aan de Olympische Zomerspelen 1976 in Montréal, Canada. Voor de zesde achtereenvolgende keer werd geen medaille gewonnen.

## Deelnemers en resultaten

### Atletiek
| Olympiër           | Discipline            | Resultaat | Prestatie                                                                       |
| ------------------ | --------------------- | --------- | ------------------------------------------------------------------------------- |
| Roland Bombardella | 100m (m)              | 40e       | serie 7: 5de in 10,76                                                           |
| Roland Bombardella | 200m (m)              | 11e       | serie 8: 1ste in 21,18 kwartfinale 4: 3de in 21,03 halve finale 1: 6de in 21,16 |
| Lucien Faber       | 20km snelwandelen (m) | 28e       | 1:36.21                                                                         |
| Marc Romersa       | hoogspringen (m)      | 29e       | kwalificatie groep B: 13de met 2,05m                                            |

### Schermen
| Olympiër      | Discipline | Resultaat | Prestatie                                 |
| ------------- | ---------- | --------- | ----------------------------------------- |
| Roger Menghi  | degen (m)  | 42e       | 1ste ronde groep J: 4de met 2 overwinning |
| Robert Schiel | degen (m)  | 48e       | 1ste ronde groep I: 4de met 2 overwinning |

### Schietsport
| Olympiër     | Discipline          | Resultaat | Prestatie  |
| ------------ | ------------------- | --------- | ---------- |
| Michel Braun | 25m snelvuurpistool | 48e       | 445 punten |

### Wielersport
| Olympiër      | Discipline       | Resultaat | Prestatie      |
| ------------- | ---------------- | --------- | -------------- |
| Lucien Didier | wegwedstrijd (m) | DNF       | niet gefinisht |
| Marcel Thull  | wegwedstrijd (m) | DNF       | niet gefinisht |

Amerikaanse Maagdeneilanden · Andorra · Antigua en Barbuda · Argentinië · Australië · Bahama's · Barbados · België · Belize · Bermuda · Bolivia · Bondsrepubliek Duitsland · Brazilië · Bulgarije · Canada · Chili · Colombia · Costa Rica · Cuba · Denemarken · Dominicaanse Republiek · Duitse Democratische Republiek · Ecuador · Egypte · Fiji · Filipijnen · Finland · Frankrijk · Griekenland · Groot-Brittannië · Guatemala · Haïti · Honduras · Hongarije · Hongkong · Ierland · IJsland · India · Indonesië · Iran · Israël · Italië · Ivoorkust · Jamaica · Japan · Joegoslavië · Kaaimaneilanden · Kameroen · Koeweit · Libanon · Liechtenstein · Luxemburg · Maleisië · Marokko · Mexico · Monaco · Mongolië · Nederland · Nederlandse Antillen · Nepal · Nicaragua · Nieuw-Zeeland · Noord-Korea · Noorwegen · Oostenrijk · Pakistan · Panama · Papoea-Nieuw-Guinea · Paraguay · Peru · Polen · Portugal · Puerto Rico · Roemenië · San Marino · Saoedi-Arabië · Senegal · Singapore · Sovjet-Unie · Spanje · Suriname · Thailand · Trinidad en Tobago · Tsjecho-Slowakije · Tunesië · Turkije · Uruguay · Venezuela · Verenigde Staten · Zuid-Korea · Zweden · Zwitserland